# Јужна Арабија
Јужна Арабија (арап. جنوب الجزيرة العربية), или Велики Јемен, је историјска регија која се састоји од јужног дела Арабијског полуострва у Југозападној Азији, углавном усредсређеног на територији данашње Републике Јемен, али је историјски обухватала и Наџран, Џизан и Асир, који се тренутно налазе у Саудијској Арабији, и Дофар у данашњем Оману.
Јужну Арабију насељавају људи са посебним језичким и етничким афинитетима, као и традицијама и културом, које превазилазе недавне политичке границе. Постоје две аутохтоне језичке групе: сада изумрли старојужноарапски језици и неповезани савремени јужноарапски језици, оба члана семитске породице.

## Етимологија
Термин Јамнат помиње се у старим јужноарапским натписима као титула једног од краљева другог Химјаритског краљевства познатог као Шамар Јахриш II. Термин се вероватно односио на југозападну обалу Арабијског полуострва и јужну обалу између Адена и Хадрамута. Једна етимологија изводи Јемен из ymnt, што значи „југ“, и значајно се поиграва са појмом земље са десне стране (𐩺𐩣𐩬). Други извори тврде да је Јемен повезан са јамном или јумном, што значи „срећа“ или „благословен“, јер је велики део земље плодан. Римљани су га звали Арабија Феликс (плодна Арабија), за разлику од Arabia Deserta (пустињска Арабија). Класични латински и грчки писци користили су име „Индија“ да би означили Јужну Арабију (древни Јемен). Употреба термина „Индија“ настала је из чињенице да су Персијанци Абисинце са којима су дошли у контакт у Јужној Арабији називали по имену Кушитског народа који је живео поред њих, тј. Индијцима. Јужна Арабија је била део трговачких путева Индијског океана миленијумима. Појавом Оманског царства, везе између Индије и источне обале Африке и Мадагаскара су ојачане.

## Историја
Пре три хиљаде година, неколико древних држава заузимало је регион Јужне Арабије, а то су Маин, Катабан, Хадрамаут и Саба. У тим древним временима Јужна Арабија је поседовала неколико значајних карактеристика: чувену брану у Марибу, космополитску трговину тамјаном, као и краљицу од Сабе. Пре две хиљаде година, Химјарци су постали господари Јужне Арабије, доминирајући регионом неколико векова. Етиопско краљевство Аксум је прво напало Јужну Арабију у 3. и 4. веку, а касније у 6. веку под краљем Калебом који је покорио регион, око 520. године. Раселиле су их персијске снаге Сасанидске династије, око 575. године, које су такође стигле морем. Пола века касније, 6. године по хиџри (628), регион је примио ислам.